# Anton Molnár
Anton Molnár (Komját, 1930. szeptember 6. – Pozsonypüspöki, 2005. október 12.) szlovák orvos, egyetemi oktató, a Comenius Egyetem dékánja, egészségügyi miniszter.

## Élete
1950-től a Comenius Egyetem Orvosi Karán tanult, melyet 1955-ben végzett el. Az Orvosi Anatómia Intézetében helyezkedett el. 5 évvel később az Otorinolaryngológiai tanszéken kezdett el oktatni. Ott lett docens, később 1984-től professzor. 1972-1976 között a prágai Károly Egyetemen dolgozott, ahol a tudományok kandidátusa fokozatot szerzett. 1985-1988 között a Comenius Egyetem dékánja volt. 1988-1989-ben a Szlovák Szocialista Köztársaság egészségügyi és szociális ügyekért felelős minisztere lett.
1986-1990 között a pozsonyi Otolaryngológiai Klinika vezetője volt.
Kutatási eredményeinek köszönhetően a Szlovák Tudományos Akadémia levelező tagja, majd a Csehszlovák Tudományos Akadémia levelező tagja lett.

## Elismerései és emlékezete
- 1982 A SzSzK egészségügyi miniszterének díja
- 1987 Állami kitüntetés
- A Comenius Egyetem Orvosi Karának plakettje
- Brünn, Prága, Halle-Saale és Budapest egyetemeinek díjai
- 2014 mellszobor, Komját[2]

## Művei
- Funkčné vyšetrenie lymfatického systému krku a jeho význam pre kliniku.
- Vertebrobazilárna insuficiencia ako otolaryngologický problém.
- Rekonštrukčné chirurgické výkony v strednom uchu.
- 1998 Waldeyerov lymfatický kruh a obranné mechanizmy z hľadiska onkogenézy. Zborník prác 1998, Martin, 33-41.
- 1999 Cylindróm mäkkého podnebia. Čs. Otolaryng 49/2, 117-119.